# جون ارين (سياسي)
جون ارين (بالإنجليزية: John Warren)‏ هو فلاح وسياسي أسترالي وبريطاني (وحمل سابقاً جنسية المملكة المتحدة لبريطانيا العظمى وأيرلندا)، ولد في 3 سبتمبر 1830 في إلغين في المملكة المتحدة، وتوفي في 13 سبتمبر 1914 في أستراليا. انتخب District Councillor of Mount Crawford ‏ (7 يونيو 1854 – ) وانتخب عضو مجلس جنوب أستراليا التشريعي عن دائرة North-Eastern District (South Australian Legislative Council) ‏ وقد انضم خلال فترته النيابية (12 مايو 1888 – 24 يناير 1912)  للكتلة البرلمانية مستقل.